# Municipio de Blue Springs
El municipio de Blue Springs (en inglés: Blue Springs Township) es un municipio ubicado en el  condado de Hoke en el estado estadounidense de Carolina del Norte. En el año 2010 tenía una población de 1.628 habitantes.

## Geografía
El municipio de Blue Springs se encuentra ubicado en las coordenadas 34°56′57.59″N 79°17′28.13″O / 34.9493306, -79.2911472.